# Гіз-Галаси (водосховище)
39°10′09″ пн. ш. 47°01′03″ сх. д. / 39.169166666667° пн. ш. 47.0175° сх. д.
Водосховище Гіз-Галаси (азерб. Qız Qalası su anbarı) — водосховище на річці Аракс, утворене греблею Гіз-Галаси, ним проходить міжнародний кордон між Азербайджаном та Іраном. 
Водосховище має загальний об'єм 1,6 млрд м³. 
  
Розташоване у Джебраїльському і Зангіланському районі Азербайджану та повіті повіті Хода-Афарин провінції Східний Азербайджан, Іран.
Було утворене в 1999 — 2008 рр. 
. 
Водосховище забезпечить водою 12 000 га землі. 
  
Частини водосховища були оголошені територіями, важливими для орнітології. 